# Anatolij Bykow
Anatolij Bykow (ros. Анатолий Михайлович Быков; ur. 6 sierpnia 1953 w Magadanie) – radziecki zapaśnik walczący w stylu klasycznym. Dwukrotny medalista olimpijski.
Walczył w stylu klasycznym, w kategorii półśredniej (do 74 kilogramów). Brał udział w dwóch igrzyskach (IO 76, IO 80,), na obu zdobywał medale. W 1976 triumfował, cztery lata później był drugi. Był mistrzem świata w 1975 i srebrnym medalista mistrzostw Europy w 1978.
Mistrz ZSRR w 1975 i 1980; drugi w 1977 i 1978; trzeci w 1973 i 1976.